# Apeadero Lezica y Torrezuri
Lezica y Torrezuri es una estación ferroviaria ubicada en la localidad rural del mismo nombre, partido de Luján, Provincia de Buenos Aires, Argentina.

## Servicios
Forma parte de la Línea Sarmiento del ramal que une la Estación Moreno con Luján y Mercedes.

## Ubicación
Se encuentra sobre la Ruta Nacional 7 cerca de su cruce con la Ruta Provincial 6 en las áreas rurales del partido de Luján.

## Historia
La llegada del ferrocarril a esta zona se produjo en 1864 a cargo de la compañía Ferrocarril Oeste de Buenos Aires.